# Gare de Chiba-Minato
La gare de Chiba-Minato (千葉みなと駅, Chiba-Minato-eki) est une gare ferroviaire japonaise de la ville de Chiba, dans la préfecture de Chiba. La gare est gérée par la East Japan Railway Company (JR East) et le Monorail de Chiba.

## Situation ferroviaire
La gare de Chiba-Minato est située au point kilométrique (PK) 39.0 de la ligne Keiyō. Elle marque le début de la ligne 1 du monorail de Chiba.

## Histoire
La gare a été inaugurée le 3 mars 1986. La station du monorail ouvre le 1er août 1986.

## Service des voyageurs

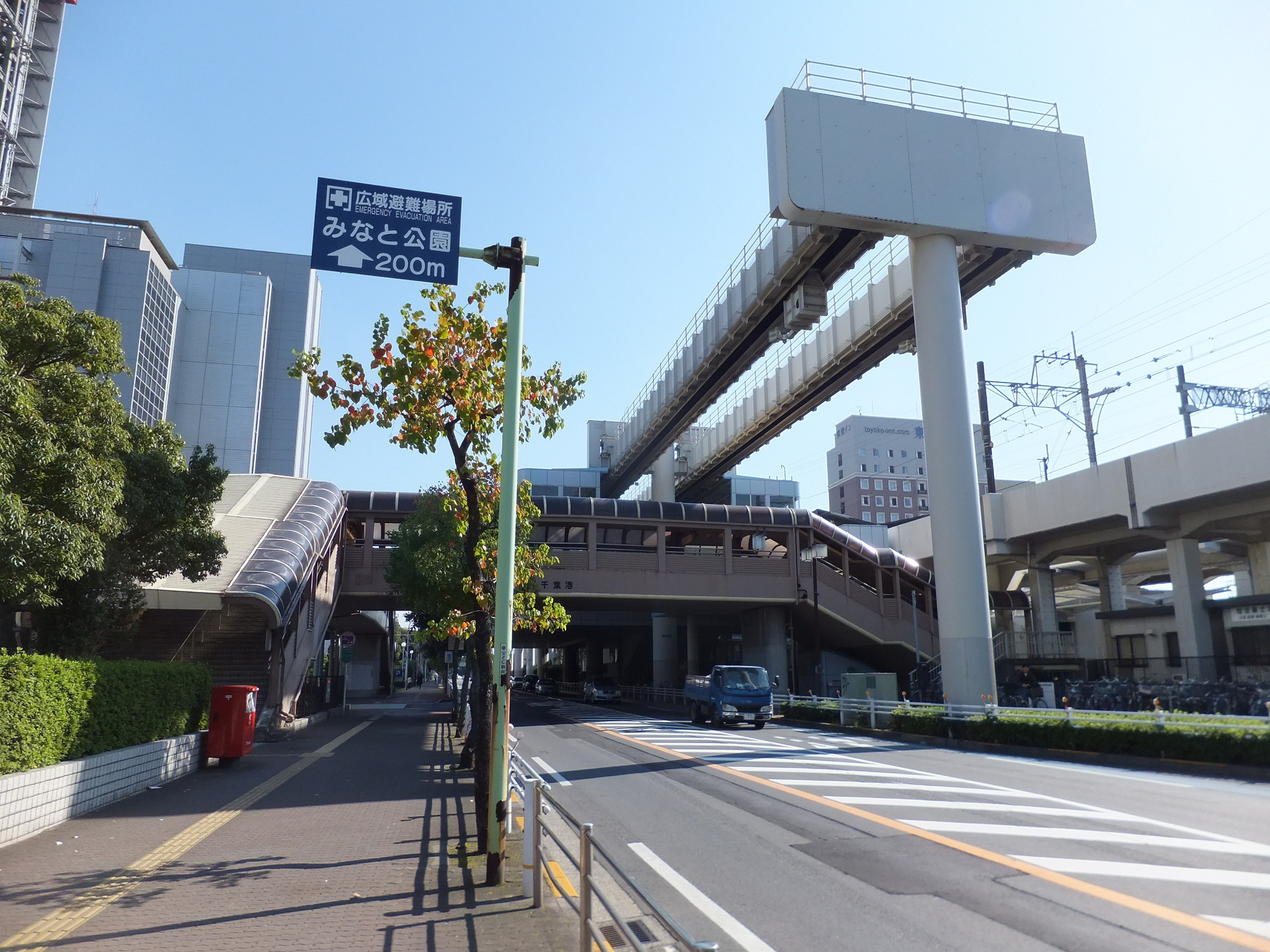
Terminus du monorail de Chiba

### Accueil
La gare dispose d'un bâtiment voyageurs, avec guichets, ouvert tous les jours.

### Desserte

#### JR East
- Ligne Keiyō :
  - voies 1 et 2 : direction Soga
  - voies 2 et 3 : direction Minami-Funabashi et Tokyo

#### Monorail de Chiba
- Ligne 1 :
  - voies 1 et 2 : direction Chiba (interconnexion avec la ligne 2 pour Chishirodai) et Kenchō-Mae